# Pierre-Maxime Schuhl
Pour les articles homonymes, voir Schuhl.
Pierre-Maxime Schuhl, né le 28 juin 1902 à Paris et mort le 5 mai 1984, est un philosophe français du XXe siècle, professeur d'histoire de la philosophie ancienne.

## Éléments biographiques
Issu d'une famille alsacienne de Westhouse et Strasbourg, Pierre-Maxime Schuhl est le neveu du Grand-rabbin Moïse Schuhl et de l'aumônier Justin Schuhl.
Entré à l'École normale supérieure en 1921, il obtint une licence ès lettres, une licence ès sciences, le diplôme d'études supérieur de philosophie, et est reçu second à l'agrégation de philosophie en 1925, puis il obtint son doctorat en 1934 en rédigeant une thèse sur la formation de la pensée grecque.
Il enseigna la philosophie au Lycée d'Aurillac (de 1932 à 1934), puis aux Facultés des Lettres de Poitiers (1930-1932), de Besançon (1934-1936), de Montpellier (1936-1937) et de Toulouse (1938-1945).
Durant la Seconde Guerre mondiale, il est mobilisé comme lieutenant d'état-major avant d'être promu capitaine dans une division motorisée. Il est fait prisonnier de guerre, et reste interné dans les camps de Nienburg, Colditz, et Lübeck.
Au sortir de la guerre, il est nommé professeur à la Sorbonne (1945-1972) où il est directeur des études du département de philosophie (1962-1965). De 1950 à 1953, il est membre du jury de l'agrégation de philosophie.
De 1949 à 1952, il préside la Société des études juives. À partir de 1952, il est directeur de la Revue philosophique et dirige la collection « Bibliothèque de philosophie contemporaine » aux Presses universitaires de France.
Il participe au Cercle d'études du Marais, dirigé par le rabbin David Feuerwerker, qui plus tard devient le rabbin de la synagogue Chasseloup-Laubat, où Schuhl est un membre actif.
Il est élu membre de l'Académie des sciences morales et politiques en 1970 et y siège au fauteuil 1. Il en est le président en 1978.
Il était docteur honoris causa de l'Université de Rome (1977).

## Témoignage deAlain Plantey
Alain Plantey raconte:
Et maintenant il me reste à accomplir un devoir de piété.
Secrétaire perpétuel de notre Académie [Académie des sciences morales et politiques], Bernard Chenot, que j'ai bien connu dans ses hautes fonctions successives, m'avait plusieurs fois questionné: "Pourquoi ne pas venir parmi nous?" Il me semblait que cet honneur était inaccessible mais au cours d'une manifestation consacrée à l'École centrale, l'Ambassadeur Jean Cazeneuve, qui présidait notre compagnie, m'a interpellé de façon claire: "Alors, vous présentez-vous ou non?". La question m'a surpris car je ne lui en avait pas parlé, mais j'ai compris qu'un diplomate savait se renseigner. Ma décision fut alors immédiate. Son confrère et ancien collègue, Léon Noël, me l'a ensuite reproché: "Il vous fallait attendre que je vous le dise".
Comme tout candidat qui respecte des usages excellents, j'ai rempli les conditions de candidature et de visite, ce qui ne fut pas facile en raison d'une des nombreuses grèves des PTT. J'en rendis compte au Secrétaire perpétuel en lui indiquant que la seule personnalité que je n'avais pas pu rencontrer était le Professeur Pierre-Maxime Schuhl, dont l’œuvre m'avait impressionné, comme elle a impressionné notre confrère Roger Arnaldez qui lui a consacré une admirable notice. M. Bernard Chenot me répondit: "Alain, ne vous en faites pas souci, Schuhl est gravement malade, cela fait des mois qu'il ne vient plus en séance". Cependant, homme méticuleux et tenace que je suis, notre Chancelier en sait quelque chose, je continuais à téléphoner sans succès. Enfin le mardi qui précédait le jour de l'élection, une voix féminine très aimable me répondit que pour des raisons de santé, le professeur ne recevait plus personne. Je demandais que lui soit tout de même transmis mon souhait. Après un long silence, il me fut indiqué que le professeur me recevrait le jeudi suivant, à 14h."
Je fus alors introduit dans une pièce très sombre, au fond de laquelle se trouvait M. Schuhl, assis, une couverture sur les genoux. De lui, on ne voyait que son immense front pâle. À sa gauche, un chandelier à sept branches luisait dans la pénombre. Comme j'expliquais à mon éminent interlocuteur les raisons de ma candidature et mes différents ouvrages de caractère juridique, je me suis aperçu que cela ne l'intéressait pas. Son esprit était déjà loin. Il m'interrompit : "ma famille est de Strasbourg, je crois que la vôtre aussi est alsacienne?". Je lui répondis qu'effectivement mon père avait été Conservateur du musée de Mulhouse, où je suis né, et que ma mère appartenait à une ancienne famille, de la vallée de Thall, famille protestante et patriote qui avait notamment donné deux sénateurs à la République, dont l'un était vice-président de la Haute Assemblée lors de la crise de la fin du XIXe siècle. Je n'ai pas mentionné le nom de Dreyfus, mais mon interlocuteur avait compris. À ce moment Pierre-Maxime Schuhl, dressant un doigt, me déclara : "Monsieur, il faut que vous sachiez que lorsque j'étais jeune, mon père m'avait emmené dans les jardins du Luxembourg, et me montrant le monument érigé à la mémoire d'Auguste Scheurer-Kestner m'avait dit: "Vois-tu mon garçon, c'est à cet homme que nous devons d'avoir recouvert notre honneur" puis après un silence plein d'émotion: "Au revoir Monsieur". Je ne l'ai pas revu car il a disparu quelques mois après cet entretien.
L'élection eut lieu le lundi suivant. Je pensais n'avoir que peu de chance parce que je me présentais pour la première fois, à la différence des autres candidats. D'ailleurs, tous les lundis, j'étais en séance au Conseil d'État (France), au contentieux fiscal, contentieux ardu, aride et long. Passé 7h du soir, la secrétaire de section me remit un message reçu par la téléphoniste: "5e tour, 22 voix", ajoutant "il est de votre épouse". Je compris que Christiane voulait me parler. Je l'ai rappelée aussitôt la séance levée. Elle me dit de rentrer sans tarder car Bernard Chenot venait m'annoncer mon élection. Christiane avait la foi : ce jour-là, dès le matin, elle avait mis du champagne au frais. C'est alors que de Bernard Chenot, j'ai su ce qui s'était passé. Le professeur Schuhl s'était fait transporter pour participer au vote. À chacun des premiers tours, j'avais dépassé d'une voix celles qu'avait obtenues mon principal compétiteur. Une voix. La voix décisive qui m'avait accompagné tout au long du scrutin et qui m'a mené au succès, cette voix, c'était celle qu'était venu m'apporter Pierre-Maxime Schuhl. C'était la voix du vieux Juste. C'était la voix de la fidélité, le vote de l'honneur.

## Œuvre
Pierre-Maxime Schuhl publie une œuvre philosophique considérable quelque peu délaissée malgré ses qualités, de plus de 400 articles relative à la philosophie grecque et aux héritiers anciens et moderne de Socrate et de Platon. Il s'intéresse aussi aux contacts entre penseurs juifs et grecs. Son œuvre trouve d'abondantes références érudites puisant leur origine dans la Bible et les traditions hébraïques.

### Publications principales
- Platon et l'art de son temps (1933, Félix Alcan ; seconde édition en 1952, Presses Universitaires de France) ;
- Essai sur la formation de la pensée grecque, introduction historique à une étude de la philosophie platonicienne, sa thèse de doctorat (1934, Félix Alcan ; seconde édition en 1949, Presses Universitaires de France) ;
- Machinisme et philosophie (1938, Félix Alcan ; seconde édition en 1947, Presses Universitaires de France ; troisième édition en 1969) ;
- Étude sur la fabulation platonicienne (1947, Félix Alcan ; seconde édition en 1968, Vrin) ;
- Pour connaître la pensée de Lord Bacon (1949, Bordas) ;
- Le Merveilleux, la pensée et l'action, (1952, Flammarion ; seconde édition en 1969) ;
- L'Œuvre de Platon (1954, Hachette ; troisième édition en 1962 ; quatrième édition en 1967) ;
- Études platoniciennes (1960, Presses Universitaires de France) ;
- Le Dominateur et les possibles (1960, Presses Universitaires de France) ;
- Imaginer et réaliser (1963, Presses Universitaires de France).

### Quelques éditions
- Trois Essais de Montaigne (1951, Vrin ; seconde édition en 1959 ; avec Georges Gougenheim) ;
- Études platoniciennes (1960) dont un essai sur les contacts entre penseurs juifs et grecs ;
- Les Stoïciens (1962, Gallimard, Bibliothèque de la Pléiade) ;
- La Pensée hellénique (1967, Presses Universitaires de France) ;
- Les Stoïciens, deux tomes (1997, Gallimard, Tel).